# Gemerská Panica
Gemerská Panica (bis 1948 slowakisch „Gemerská Panita“ – bis 1927 „Panita“ oder „Panitová“; ungarisch Gömörpanyit) ist eine Gemeinde im Osten der Slowakei mit 568 Einwohnern (Stand 31. Dezember 2024), die zum Okres Rožňava, einem Teil des Košický kraj, gehört.

## Geographie
Die Gemeinde befindet sich im Ostteil des Talkessels Rimavská kotlina, einem Teil der größeren Juhoslovenská kotlina, am linken Ufer der Slaná, nahe der Grenze zu Ungarn. Das Ortszentrum liegt auf einer Höhe von 194 m n.m. und ist sechseinhalb Kilometer von Tornaľa sowie 27 Kilometer von Rožňava entfernt.
Nachbargemeinden sind Čoltovo im Norden, Tornaľa im Südosten, Gemer im Süden und Bretka im Westen.

## Geschichte

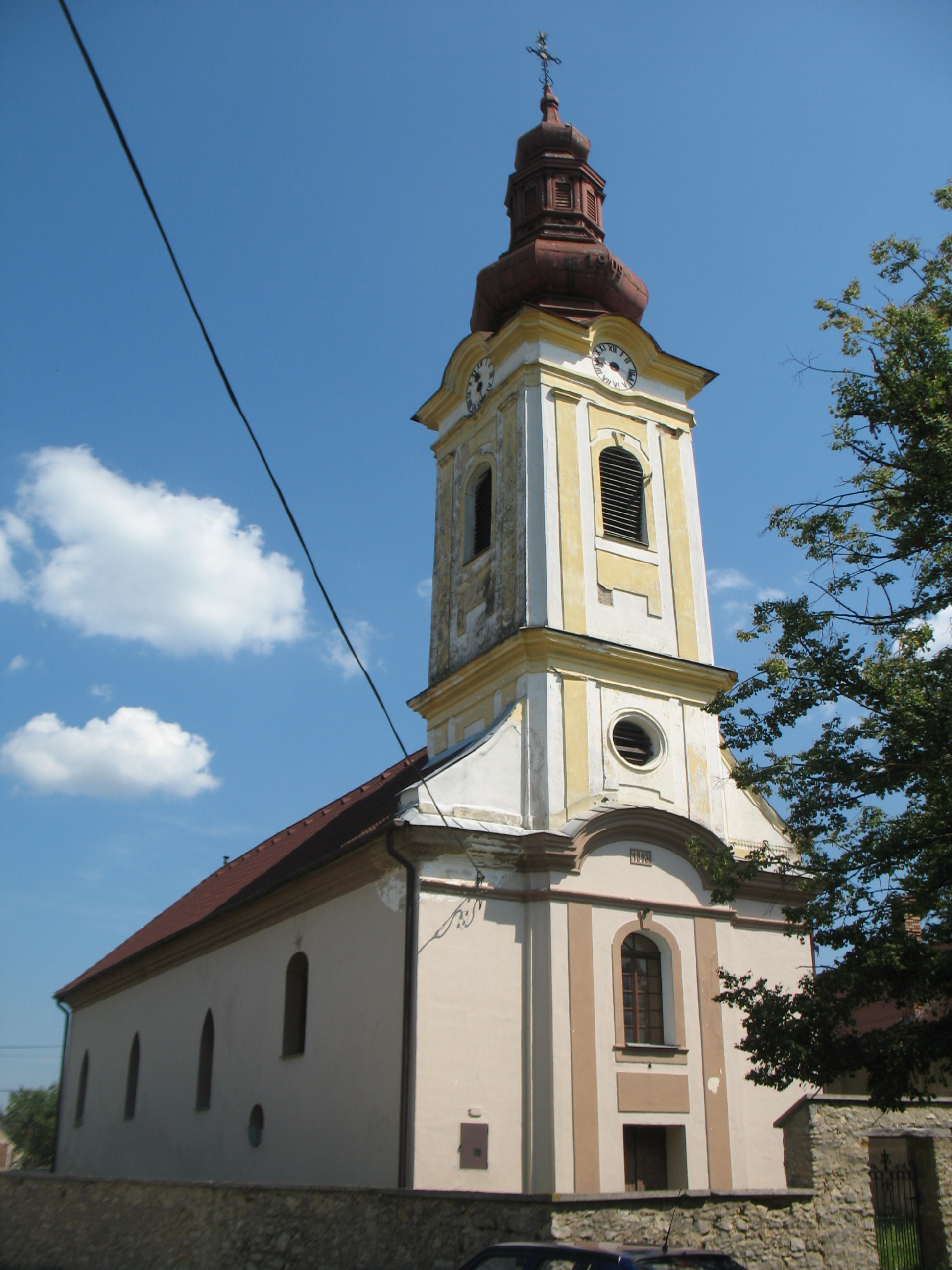
Evangelische Kirche

Gemerská Panica wurde zum ersten Mal 1247 als Ponyth schriftlich erwähnt. Im Mittelalter bestanden zwei getrennte Orte, die zum Beispiel 1336 als Olsoupanich beziehungsweise Felseupanych (deutsch etwa Unter- und Ober-Panica) genannt wurden. 1427, als die Geschlechter Tornallyay und Kompolthy Ortsgüter besaßen, war für beide Orte zusammen eine Steuer von 32 Porta fällig. Während der Gutsherrschaft von Sághy im 16. Jahrhundert fusionierten beide Orte. In der Zeit der türkischen Einfälle sowie des Rákoczi-Aufstandes kam es zu Verwüstungen und Entvölkerung. Bis zur Abschaffung der Leibeigenschaft im Jahr 1848 gehörte die Gemeinde mehreren landadligen Familien. 1828 zählte man 95 Häuser und 644 Einwohner, die als Kalkbrenner, Köhler, Landwirte und Maurer beschäftigt waren.
Bis 1918/1919 gehörte der im Komitat Gemer und Kleinhont liegende Ort zum Königreich Ungarn und kam danach zur Tschechoslowakei beziehungsweise heute Slowakei. 1938 bis 1945 war er auf Grund des Ersten Wiener Schiedsspruchs noch einmal Teil Ungarns.

## Bevölkerung
| Jahr                | 1994 | 2004    | 2014    | 2024     |
| ------------------- | ---- | ------- | ------- | -------- |
| Anzahl der Personen | 732  | 707     | 644     | 568      |
| Unterschied         |      | −3,41 % | −8,91 % | −11,80 % |

| Jahr                | 2023 | 2024    |
| ------------------- | ---- | ------- |
| Anzahl der Personen | 578  | 568     |
| Unterschied         |      | −1,73 % |

Nach der Volkszählung 2011 wohnten in Gemerská Panica 660 Einwohner, davon 360 Slowaken, 269 Magyaren, neun Roma, drei Tschechen und zwei Ukrainer. Ein Einwohner gab eine andere Ethnie an und 32 Einwohner machten keine Angabe zur Ethnie.
224 Einwohner bekannten sich zur römisch-katholischen Kirche, 75 Einwohner zur reformierten Kirche, 71 Einwohner zur Evangelischen Kirche A. B., 13 Einwohner zur evangelisch-methodistischen Kirche, acht Einwohner zu den Zeugen Jehovas, sechs Einwohner zur griechisch-katholischen Kirche und ein Einwohner zur orthodoxen Kirche; ein Einwohner bekannte sich zu einer anderen Konfession. 157 Einwohner waren konfessionslos und bei 104 Einwohnern wurde die Konfession nicht ermittelt.

## Bauwerke
- evangelische Kirche im Barockstil aus dem Jahr 1801
- Landschloss im spätklassizistischen Stil aus der zweiten Hälfte des 19. Jahrhunderts
- römisch-katholische Kirche aus den 1960er Jahren

## Verkehr
Nahe Gemerská Panica passiert die Straße 1. Ordnung 16 (E 58) auf dem Weg von Zvolen nach Košice.
Nordöstlich des Ortes besteht eine Haltestelle an der Bahnstrecke Bánréve–Dobšiná (Teil der südslowakischen Eisenbahnmagistrale), jedoch ohne regelmäßigen Personenverkehr.